# Pedro Vidal

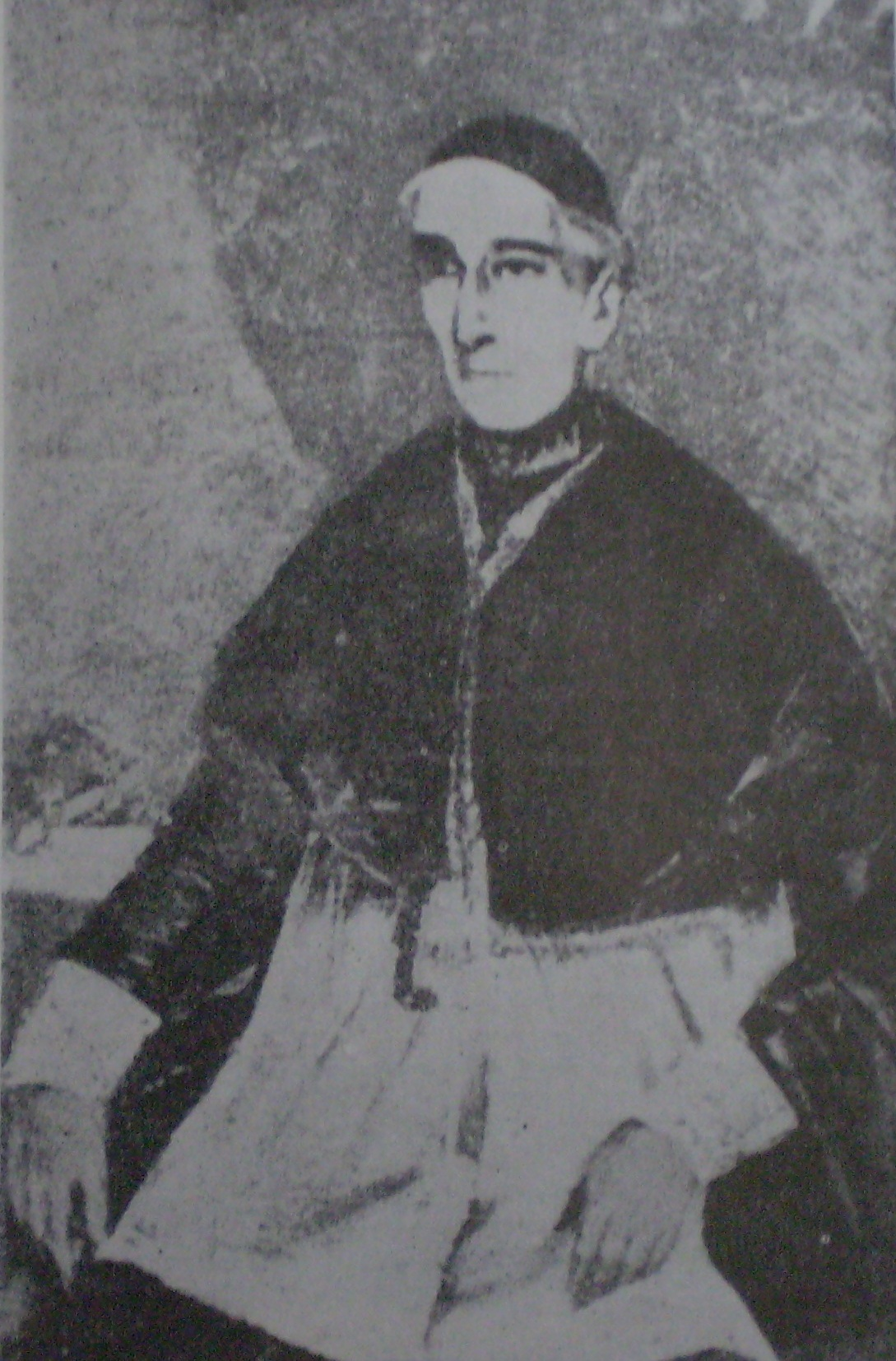
Pedro Pablo Vidal

Pedro Pablo Vidal (* 1777 in Montevideo; † Dezember 1846 ebenda) war ein uruguayischer Politiker und Priester.
Vidal saß er in der 5. Legislaturperiode vom 15. Februar 1843 bis zum 14. Februar 1846 als Abgeordneter für das Departamento Canelones in der Cámara de Representantes. Dabei hatte er 1843 als Nachfolger Julián Álvarez’ die Kammerpräsidentschaft inne. Im gleichen Jahr war er zudem Erster Vizepräsident des Abgeordnetenhauses.